# Марин I
Марин I (лат. Marinus; ? — 15 травня 884, Рим, Папська держава) — сто восьмий папа Римський (16 грудня 882—15 травня 884), син священника Палумбія з Тоскани. Брав участь у Софійському соборі.